# زهانة أوتيك
اوتيك زهانة مدينة تونسية تقع في شمال البلاد وفي جنوب ولاية بنزرت وتقع زهانة في معتمدية أوتيك التابعة لمعتمديات بنزرت

## الموئسسات
توجد موئسسات حكومية في مدينة زهانة كدار الثقافة ومحطة الحافلات الجهوية ومدرسة ابتدائية واثنين من المدارس احدهما اعدادية والأخرى معهد ومركز شرطة ومقر معتمدية وبنك ومقر بريد ومنطقة صناعية لتشغيل أهل المنطقة

## الاقتصاد
تعتمد مدينة زهانة في اقتصدها على الفلاحة كزراعة القمح وفلاحة الزيتون وزراعة البقوليات عامة
ويتكون جل قاطنين مدينة زهانة من الطبقة الوسطى خاصة العاملة في وزرات الدولة والعاملين أيضا في القطاع الخاص لشركات ومعامل خاصة في المنطقة الصناعية في معتمدية أوتيك